# Adelfa Calvo
Adelfa Calvo, née le 5 mai 1962, est une actrice espagnole connue pour interpréter le rôle de la serveuse Rosario dans la série espagnole El secreto de Puente Viejo.

## Biographie
Née à Malaga en 1962, elle atteint une certaine popularité depuis 2004 grâce à la série Wonder Years, où elle a joué le rôle de la mère de Fuencisla. En 2008, elle joue le rôle de la mère de Nicola dans Hospital Central.
Après deux films en 2010 et 2011, elle obtient le succès avec le rôle de l'humble et forte serveuse Rosario dans la telenovela El secreto de Puente Viejo.
En 2018, elle obtient le Goya d'or de la meilleure actrice dans un second rôle pour celui d'une concierge nymphomane dans le film El autor de Manuel Martín Cuenca.

## Filmographie

### Au cinéma
- 2010 : Biutiful de Alejandro González Iñárritu
- 2011 : N'aie pas peur (No tengas miedo) de Montxo Armendáriz
- 2011 : La voz dormida de Benito Zambrano
- 2012 : Groupe d'élite de Alberto Rodríguez
- 2014 : La isla mínima de Alberto Rodríguez
- 2017 : El autor de Manuel Martín Cuenca
- 2021 : Madres paralelas de Pedro Almodóvar : nièce de Brigida

### À la télévision
- 2004 : Wonder Years : la mère de Fuencisla
- 2006 : Il bacino Occidentale
- 2008 : Ospedale Centrale : la mère de Nicola
- 2010 : Bayberry
- 2011-2013 : Le Secret (El secreto de Puente Viejo) : Rosario Pacheco Castaneda la serveuse de Dona Francisca, et, après la mort de Pepa, la serveuse de Tristàn
- 2019 : Toy Boy : Doña Benigna Rojas